# Tadese Tola
Tadese Tola (Adís Abeba, Etiopía, 31 de octubre de 1987) es un atleta etíope, especialista en la prueba de maratón, con la que llegó a ser medallista de bronce mundial en 2013.

## Carrera deportiva
En el Mundial de Moscú 2013 gana la medalla de bronce en la maratón, quedando tras el ugandés Stephen Kiprotich y su compatriota el también etíope Lelisa Desisa, y haciendo un tiempo de 2:10:23.